# Kuru Otlar Üstüne
Kuru Otlar Üstüne er en film fra 2023 af Nuri Bilge Ceylan.

## Medvirkende
- Deniz Celiloğlu som Samet
- Merve Dizdar som Nuray
- Musab Ekici som Kenan
- Ece Bağcı som Sevim
- Erdem Şenocak som Tolga
- Yüksel Aksu som Vahit
- Münir Can Cindoruk som Feyyaz
- Onur Berk Arslanoğlu som Bekir
- Yıldırım Gücük
- Cengiz Bozkurt som Nail